# Apomecyna bizonata
Apomecyna bizonata là một loài bọ cánh cứng trong họ Cerambycidae.